# Rubén Lobato
Rubén Lobato Elvira (San Sebastián de los Reyes, Comunidade de Madri; 1 de setembro de 1978) é um ex ciclista espanhol.

## Trajectória
Estreiou como profissional no ano 2001 com a equipa Acqua & Sapone-Cantina Tollo, depois de se proclamar campeão da Espanha Amador no ano 2000. Depois de passar por outra equipa italiana o Domina Vacance, militou na equipa espanhola Saunier Duval no ano de 2004. Demonstrou defender-se muito bem na montanha por exemplo ganhando a classificação da montanha no Volta à Romandia de 2005.
Pertencia à banda da Covatilla, um grupo de ciclistas profissionais espanhóis que compartilhavam amizade e treinamentos.
A 17 de junho de 2009 a UCI publicou que Lobato era um dos cinco ciclistas que tinha apresentado valores anómalos na análise do passaporte biológico (um projecto antidopagem que desde outubro de 2007 recolhe múltiplos valores fisiológicos dos ciclistas ao longo do ano para detectar possíveis casos de dopagem).
Em 2010 será director da equipa ciclista amador Sanse Spiuk.
Em 27 de julho de 2010 a UCI informou de que a RFEC sancionava a Lobato com dois anos de suspensão por dopagem.

## Palmarés
- 2003
- Memorial Manuel Galera
- 2008
  - 1 etapa em Volta às Delícias

## Equipas
- Acqua & Sapone-Cantina Tollo (2001-2002)
- Domina Vacanze (2003)
- Saunier Duval-Prodir (2004-2007)
- Saunier Duval-Scott (2008)
- Scott-American Beef (2008)